# 硫酸魚精蛋白

硫酸魚精蛋白（INN：protamine sulfate）是一种可逆转肝素作用的靜脈注射药物。专门用于治疗肝素或低分子量肝素过量以及逆转分娩和心脏手术过程中肝素的作用 。药效通常在五分钟内出现。
常见副作用包括低血壓、心跳过缓、过敏和呕吐。过敏反应可能很严重，包括过敏性休克。已进行输精管切除术的男性發生副作用的风险較高。虽然無明確证据顯示孕期使用有害，但針對孕婦的相關研究仍不足。魚精蛋白与肝素结合，而逆轉肝素的作用。
硫酸魚精蛋白于1969 年在美国取得医疗使用許可。名列世界卫生组织基本药物标准清单。最初是由鲑鱼精子制成。目前，主要利用重組DNA技术生产。